# Pérou aux Jeux mondiaux de 2017
Cet article contient des informations sur la participation et les résultats du Pérou aux Jeux mondiaux de 2017 à Wrocław en Pologne.

## Médailles

### Or
| Sport             | Discipline             | Sportifs         |
| Médaille d'or : 1 |                        |                  |
| Karaté            | Femmes - Kumite -61 kg | Alexandra Grande |

### Argent
| Sport                 | Discipline | Sportifs |
| Médaille d'argent : 0 |            |          |

### Bronze
| Sport                  | Discipline    | Sportifs                 |
| Médaille de bronze : 1 |               |                          |
| Muay-thaï              | Hommes -71 kg | Gabrielle David Mazzetti |